# Wayne Collett
Wayne Curtis Collett (Los Angeles, 20 ottobre 1949 – Los Angeles, 17 marzo 2010) è stato un velocista statunitense, vincitore della medaglia d'argento nei 400 metri piani ai Giochi olimpici di Monaco di Baviera 1972.

## Biografia
Si mise in luce nel 1968 con ottime prestazioni sui 400 metri. Ai trials di qualificazione per i Giochi olimpici di Città del Messico corse i quarti di finale in 44"9, a pochi decimi dal record mondiale, ma fu poi eliminato in semifinale. Si rifece quattro anni dopo, quando vinse i trials con il primato personale di 44"1 precedendo John Smith, Vince Matthews e il campione olimpico uscente Lee Evans.
Nella finale olimpica di Monaco di Baviera 1972 giunse secondo alle spalle di Matthews. Alla cerimonia di premiazione, durante l'esecuzione dell'inno nazionale, Matthews e Collett tennero un comportamento che non poté non evocare, seppure in forma meno plateale, il clamoroso gesto di protesta attuato da Tommie Smith e John Carlos quattro anni prima. Per il loro atteggiamento, ritenuto irriguardoso, i due atleti furono immediatamente esclusi dal prosieguo dei Giochi. La loro espulsione, insieme all'infortunio di John Smith, privò gli Stati Uniti della possibilità di partecipare alla staffetta 4×400 m.

## Palmarès
| Anno | Manifestazione  | Sede   | Evento      | Risultato | Prestazione | Note |
| ---- | --------------- | ------ | ----------- | --------- | ----------- | ---- |
| 1972 | Giochi olimpici | Monaco | 400 m piani | Argento   | 44"80       |      |